# Hyperlinked
Hyperlinked este un serial de televiziune web american și autobiografic produs exclusiv pentru YouTube Premium, care include grupul de muzică L2M (McKenzie Mack, Tatiana McQuay, Jenna Raine Simmons, Mariangeli Collado și Lexi Drew). Seria a fost creată de Juliette Brindak Blake, Hermine Brindak și Larry Reitzer. 10 episoade au fost lansate în 31 mai 2017. Seria lungă de 22 de minute este produsă și distribuită de Disney. Scopul acestei serii a fost de a face fetele tinere în STEM.
Grupul de muzică populară L2M își accentuează abilitățile de codare, pe măsură ce preiau rolurile a cinci prieteni dintr-o serie cu scenariu numită Hyperlinked. Seria de 10 episoade va urma un grup de fete, în timp ce se reunesc pentru a-și crea propriul site web creat de fete pentru fete, în timp ce se vor ocupa și de problemele de zi cu zi care implică prietenie și creștere. Spectacolul este inspirat din povestea adevărată a site-ului, Miss O și Friends, pe care Brindak Blake a lansat-o în 2005. Urmând exemplul dintr-o poveste, spectacolul a fost scris și regizat de o echipă de femei.
Creatorii lucrează la sezonul 2 și caută în prezent parteneri de rețea. 
Miss O and Friends este un site de socializare sigur pentru tinere și tinere, care își propune să abiliteze și să ajute la construirea stimei de sine. Site-ul este sigur COPPA. Conținutul este creat de comunitatea de utilizatori făcându-l total de fete, pentru fete. Început de Juliette Brindak Blake ca hobby la vârsta de 16 ani, Miss O and Friends este site-ul # 6 Girls-Only, conform Amazon Alexa Data.